# Eleocharis ussuriensis
Eleocharis ussuriensis là loài thực vật có hoa trong họ Cói. Loài này được Zinserl. mô tả khoa học đầu tiên năm 1935.